# SDガンダム ムシャジェネレーション
SDガンダム ムシャジェネレーション（エスディー-）は、武者ガンダムシリーズの第12作である。

## 概要
プラモデルBB戦士の組立説明書に掲載されている漫画『コミックワールド』と、『コミックボンボン』での漫画連載で展開された。神田正宏による武者ガンダム作品はこれが最終作に当たる。
これまでの作品において武者ガンダムは生命体として描かれていたが、本作では人間が乗る巨大ロボットとして登場している。本作発表当時はSDガンダム GGENERATIONシリーズが人気となっていた頃であり、本作もGGENERATIONの武者版というコンセプトで製作された。しかし、あまり人気は伸びずわずか半年で終了する結果となった。結末はSD戦国伝シリーズとのつながりを窺わせるものとなっている。
前作に引き続き各武者の名前は片仮名で表記されている。BB戦士でのキットは、BB戦士シリーズのGジェネレーションのキットへの金型流用前提のデザインで作られている。そのためか、今までのシリーズに比べて基となったMSのデザインに近い武者のラインナップとなっている。
本作の主人公・侶蘭と武者ターンエーガンダムは『SDガンダム GGENERATION-F』に登場している。本作の後、騎士ガンダムでも同コンセプトの『SDガンダム英雄伝』が展開された。
当初の企画案はこれと全く異なり、「月からの侵略者に全世界の勇士が立ち向かう」というこれまでのシリーズの延長線上にあるもので、富野由悠季もアイデアを出していたらしい。
当時単行本は発売されなかったが、2017年7月21日に復刻ボンボンシリーズとして発売。修正・加筆も行われた。

## 背景設定
本作では登場する人型機動兵器がその姿から「武者」と呼称される。「ムシャジェネレーション」の舞台となる時代の遥か以前には「武者」を開発した超古代文明が栄えていたとされ、その文明では人々が天に人工の島を作り、それを木馬などの天空船で地上と行き来していたとされる。だが、様々な武者や兵器を作り、戦争を繰り返した結果文明は衰えたとされている。その後、「ムシャジェネレーション」の時代において「武者」と呼称される人型機動兵器は超古代文明の遺産が発掘・運用された。古代文明が残した超巨大電子頭脳「皇帝」との戦いを経て機動兵器であった武者は自我を得て、やがては「機械生命体」として進化を果たしていった。その後の時代を舞台としたストーリーが「SD戦国伝」とされている。

## 登場人物
括弧内はモチーフとなったキャラクター。

### 天主
侶蘭＜ロラン＞（ロラン・セアック）
声 - 朴璐美（『SDガンダム GGENERATION-F』）
白の武士団の少年武士。一人称は拙者（コミックボンボン掲載時）、僕（単行本）。月姫を救うべく、武者ターンエーと共に黒の武士団と戦っていく。
緋色＜ヒイロ＞（ヒイロ・ユイ）
蒼の隠密団団員。
珠童＜ジュドー＞（ジュドー・アーシタ）
武者の修復を行う武者鍛冶。最終決戦の最中、月姫を救出。
射亜＜シャア＞（シャア・アズナブル）
白の武士団の初代団長。冷凍睡眠で長い眠りに付いていた。
月姫＜ディアナひめ＞（ディアナ・ソレル）
天主を治める姫。東方不敗に囚われ、黒の武士団の表向きの象徴として利用されてしまう。最終決戦で珠童に助けられ、ターンエーを進化させる。
ハロ（ハロ）
射亜と共に眠っていた意志を持つ機械。最終決戦では、ターンエーと一体化し、進化させた。
嵐破＜ランバ＞（ランバ・ラル）
機械武者鍛冶屋嵐破の親方で珠童の上司。ヒゲを男の魂と考えており、ターンエーのヒゲにコンプレックスを感じる侶蘭を一喝しつつ、ターンエーの修復も行った。最終決戦後、武者頑駄無の兜飾りに憧れ、ヒゲを短くする代わりに、眉毛を伸ばすようになる。
コミックボンボン版のみの登場であり、最終決戦後のやり取りは単行本で加筆修正されたもの。

### 黒の武士団/天主帝国
皇帝
天主帝国の皇帝。その正体は自我をもった武者で、超古代文明の残した巨大電子頭脳。コミックワールド版ではターンX＋黒魔神といった外観だが、ボンボン版ではターンXの頭部から触手が映えた形状と、デザインが異なる。
東方不敗（東方不敗マスター・アジア）
侶蘭の師匠。白の武士団の団長であったが、裏切って、黒の武士団団長となった。コミックボンボン版では最終決戦において、皇帝に改造されて、マスターの一部にされた末、ターンエーを巻き込んで自爆した。
コミックワールド版では射亜の力で皇帝の呪縛から解き放たれて正気に戻り、白の武士団に復帰。
弐無馬守＜ニムバス＞（ニムバス・シュターゼン）
緋色と同じ蒼の隠密団団員だったが、裏切って、黒の武士団に就く。緋色との対決の末に戦死。コミックボンボン版のみ登場。

## 登場メカ
括弧内はモチーフとなった兵器。

### 白の武士団
武者ターンエーガンダム/ターンエー大将軍（∀ガンダム)
侶蘭の搭乗機。白色の機体で、月結晶の鎧・閃光銃・目牙閃光剣を有する神秘の機体。「月光戦神」の異名を持つ。
天宮の遺跡から発掘された機体であるが、完全な形で復元されなかったことから鎧や武具が新たに装着された。かつては「ほわいとどーる」と呼称されていたとされる。
コミックワールド版の最終決戦では、ターンエー大将軍となり、金剛の刃も使用。皇帝と運命を共にする。
BB戦士 No.201。
武者ブルーガンダム（ブルーディスティニー3号機）
緋色の搭乗機。蒼色の機体で、真珠の鎧・爆滅轟砲・閃光剣を有する荒ぶる機体。「蒼い戦慄」の異名を持つ。
BB戦士 No.205。/
武者ガーベラガンダム（ガンダムGP04）
「赤い彗星」の異名を持つ射亜の搭乗機。赤色の機体で、琥珀の鎧・閃光剣・飛翔閃光剣を有する気高き機体。
BB戦士 No.206。
武者ガンダムマークIV（ガンダムMk-IV）
珠童の搭乗機。緑色の機体で、翡翠の鎧・閃光剣・金剛力招来剣を有する不屈の機体。「金剛の刃」の異名を持つ。ただし、機体諸元に存在する「有線式自在閃光銃」は使用不能となっている。
BB戦士 No.208。

### 黒の武士団/天主帝国
武者マスターガンダム（マスターガンダム）
東方不敗の搭乗機。黒色の機体で、紫水晶の鎧・暗黒破砕手刀・王者の楯を有する覇者の機体。「王者の風」の異名を持つ。
コミックワールド版では改心した東方不敗に合わせるかのように、機体色が白に変化。
BB戦士 No.204。
武者ブルーガンダム2号機（ブルーディスティニー2号機）
弐無馬守の搭乗機。武者ではあるが機体の各所に騎士の装備が見られる。
キットでは、BB戦士 No.205の武者ブルーガンダムにBB戦士 No.78の皇騎士ガンダムの兜飾りと剣を取り付けることで再現可能。

### その他
武者プロトガンダム(プロトタイプガンダム)
漫画版のみ登場。武者ターンエーが進化した姿であり、外見は角飾り以外は武者頑駄無に酷似している。本編では、決戦後は侶蘭や珠童たちの手で等身大に改造され、異国に旅立ったとエピローグで紹介されている（その際には角飾りも含めて、完全に武者頑駄無と同一の外見になっている）。
コミックワールド版では、最終決戦後の珠童が建造した等身大武者であり、侶蘭にプレゼントされた。

## 用語
閃光兵器
「ムシャジェネレーション」の時代に存在する発掘兵器の一つ。光る粒子で敵を攻撃する武器で、閃光銃や閃光剣が存在する。同時代では製造できないうえ、修理できる鍛冶も少ない。
飛翔閃光剣
旧文明時代では「ふぁんねる」と呼ばれた兵装で、搭乗者の輝力・精神力によって飛び出し、敵を自在に攻撃する。
宝珠の鎧
一部の武者が持つ、特殊な技術で作られた透き通った鎧。軽くて強いものから閃光兵器を無効化できるもの、光を力に変えるものなどが存在し、色によって効力は異なる。宝石の名前で呼ばれることが多い。

## スタッフ
- イメージボード・メカニカルデザイン：今石進
- メカニカルデザイン：寺島慎也
- キャラクターデザイン：横井孝二、かげやまいちこ